# Ondřej Hýbl
Ondřej Hýbl (* 17. března 1977, Pardubice) je český japanolog, tlumočník, překladatel a herec. Zabývá se hrou japonské divadelní formy kjógen.

## Život
Narodil se roku 1977 v Pardubicích. Jeho otec byl strojař. Vystudoval střední průmyslovou školu, poté studoval dva semestry na strojní fakultě ČVUT, následně ale přešel na studium japanologie na Filozofické fakultě Univerzity Karlovy. Po ukončení magisterského studia v Praze odešel do Japonska, kde na kjótské univerzitě Dóšiša absolvoval studium japonské literatury a poté pokračoval v doktorském studiu na Ósacké univerzitě, které ukončil složením disertační práce o historii překladatelství kjógenu.

### Kjógen
V roce 1992 se seznámil s režisérem Hubertem Krejčím. Ten jej přivedl ke hře kjógenu, ve kterém si Hýbl poprvé zahrál roku 1995 v představení pro děti (骨皮, Honekawa, česky Mnich, kostra a její obal). Roku 1998 navázal společně s Krejčím v rámci vystoupení v Praze kontakt s kjótskou hereckou rodinou Šigejamových, se kterými oba i v dalších letech spolupracovali. Od roku 2002 do roku 2014 působil v Kjótu, kde se věnoval studiu a nacvičování kjógenu pod vedením mistra Šimeho z rodiny Šigejamových.
Roku 2005 vznikl za Hýblovy účasti v Brně soubor Divadlo kjógen, na jehož chodu se aktivně podílí, studuje a překládá hry do češtiny a pomáhá učit dětské studio hru kjógenu.
Ondřej Hýbl působí též ve spolku Česko-japonská společnost, kde v letech 1998–2000 začal nabízet jazykové kurzy a pořádat akce pro základní školy, později působil jako jeho místopředseda a předseda.

## Ocenění
Hýbl obdržel roku 2016 v rámci souboru Divadla kjógen cenu Saika Institutu Nogami tokijské univerzity Hósei za šíření půvabu kjógenu v českém překladu. Soubor se tak stal vůbec prvním oceněným mimojaponským subjektem v historii udílení ceny.